# Blades of Vengeance
Blades of Vengeance est un jeu vidéo d'action et de plates-formes développé par Beam Software et édité par Electronic Arts, sorti en 1993 sur Mega Drive.

## Système de jeu
Blades of Vengeance est un jeu ayant été sorti en 1993 sur méga-drive